# Daytime Emmy Awards 2002
La cerimonia della 29ª edizione dei Daytime Emmy Awards (29th Daytime Emmy Awards) al Madison Square Garden di New York il 17 maggio 2002 e ha premiato i migliori programmi e personaggi televisivi del 2001.
I relativi Creative Arts Emmy Awards sono stati consegnati l'11 maggio.

## Daytime Emmy Awards

### Migliore serie drammatica
- Una vita da vivere
- Così gira il mondo
- Febbre d'amore
- La valle dei pini

### Migliore attore in una serie drammatica
- Peter Bergman (Jack Abbott) – Febbre d'amore
- Hunt Block (Craig Montgomery) – Così gira il mondo
- Vincent Irizarry (David Hayward) – La valle dei pini
- Robert Newman (Joshua Lewis) – Sentieri
- Ricky Paull Goldin (Gus Aitoro) – Sentieri
- Jack Scalia (Chris Stamp) – La valle dei pini

### Migliore attrice in una serie drammatica
- Susan Flannery (Stephanie Forrester) – Beautiful
- Martha Byrne (Lily Walsh Snyder) – Così gira il mondo
- Finola Hughes (Anna Devane) – La valle dei pini
- Susan Lucci (Erica Kane) – La valle dei pini
- Colleen Zenk Pinter (Barbara Ryan) – Così gira il mondo

### Migliore attore non protagonista in una serie drammatica
- Josh Duhamel (Leo DuPres) – La valle dei pini
- Mark Consuelos (Mateo Santos) – La valle dei pini
- Benjamin Hendrickson (Hal Munson) – Così gira il mondo
- Paul Leyden (Simon Frasier) – Così gira il mondo
- Cameron Mathison (Ryan Lavery) – La valle dei pini

### Migliore attrice non protagonista in una serie drammatica
- Crystal Chappell (Olivia Spencer) – Sentieri
- Beth Ehlers (Harley Cooper) – Sentieri
- Kelley Menighan Hensley (Emily Stewart) – Così gira il mondo
- Kelly Ripa (Hayley Vaughan) – La valle dei pini
- Maura West (Carly Tenney) – Così gira il mondo

### Migliore attore giovane in una serie drammatica
- Jacob Young (Lucky Spencer) – General Hospital
- Jesse McCartney (J.R. Chandler) – La valle dei pini
- Brian Presley (Jack Ramsey) – Port Charles
- Justin Torkildsen (Rick Forrester) – Beautiful
- Jordi Vilasuso (Tony Santos) – Sentieri

### Migliore attrice giovane in una serie drammatica
- Jennifer Finnigan (Bridget Forrester) – Beautiful
- Jessica Jimenez (Catalina Quesada) – Sentieri
- Lindsey McKeon (Marah Lewis) – Sentieri
- Eden Riegel (Bianca Montgomery) – La valle dei pini
- Kristina Sisco (Abigail Williams) – Così gira il mondo

### Migliore team di sceneggiatori di una serie drammatica
- Così gira il mondo
- Passions
- La valle dei pini
- Una vita da vivere

### Migliore team di registi di una serie drammatica
- Febbre d'amore
- Beautiful
- Così gira il mondo
- La valle dei pini